# Kanton Templeuve
Kanton Templeuve (francouzsky Canton de Templeuve) je francouzský kanton v departementu Nord v regionu Hauts-de-France. Tvoří ho 32 obcí. Zřízen byl v roce 2015.

## Obce kantonu
| - Anstaing - Attiches - Avelin - Bachy - Baisieux - Bersée - Bourghelles - Bouvines - Camphin-en-Pévèle - Cappelle-en-Pévèle - Chéreng - Cobrieux - Cysoing - Ennevelin - Fretin - Genech | - Gruson - Lesquin - Louvil - Mérignies - Moncheaux - Mons-en-Pévèle - Mouchin - La Neuville - Péronne-en-Mélantois - Pont-à-Marcq - Sainghin-en-Mélantois - Templeuve-en-Pévèle - Thumeries - Tourmignies - Tressin - Wannehain |